# Гальсбрюке
Гальсбрюке (нім. Halsbrücke) — громада в Німеччині, розташована в землі Саксонія. Входить до складу району Середня Саксонія.
Площа — 41,07 км2. Населення становить 5101 ос. (станом на 31 грудня 2020).